# Плекгаузен
Плекгаузен (нім. Pleckhausen) — громада в Німеччині, розташована в землі Рейнланд-Пфальц. Входить до складу району Альтенкірхен. Складова частина об'єднання громад Фламмерсфельд.
Площа — 1,99 км2. Населення становить 820 осіб (станом на 31 грудня 2020).